# Coppa delle Coppe 1987-1988 (hockey su pista)
La Coppa delle Coppe 1987-1988 è stata la 12ª edizione dell'omonima competizione europea di hockey su pista riservata alle squadre di club. Il torneo ha avuto inizio il 26 marzo e si è concluso il 25 giugno 1988. Il titolo è stato conquistato dagli spagnoli del Noia per la prima volta nella loro storia sconfiggendo in finale gli italiani del Amatori Lodi. In quanto squadra vincitrice, il Noia ha ottenuto anche il diritto di partecipare alla Supercoppa d'Europa.

## Squadre partecipanti
| Nazione        | Club            | Città                | Qualificazione                                 |
| -------------- | --------------- | -------------------- | ---------------------------------------------- |
| Francia        | Carhaix         | Carhaix-Plouguer     | 2º in 1ere Division 1987                       |
| Germania Ovest | Mönchengladbach | Mönchengladbach      | Detentore della Coppa di Germania Ovest 1987   |
| Italia         | Amatori Lodi    | Lodi                 | Finalista della Coppa Italia 1986-1987         |
| Paesi Bassi    | Dennenberg      | Valkenswaard         | 2º in 1ª Klasse 1987                           |
| Portogallo     | Oliveirense     | Oliveira de Azeméis  | Finalista della Coppa del Portogallo 1986-1987 |
| Spagna         | Noia            | Sant Sadurní d'Anoia | Semifinalista della Coppa del Re 1987          |
| Svizzera       | Basilea         | Basilea              | Detentore della Coppa di Svizzera 1987         |

## Risultati

### Quarti di finale
| Squadra 1       | Totale  | Squadra 2   | Andata | Ritorno |
| --------------- | ------- | ----------- | ------ | ------- |
| Carhaix         | 3 - 28  | Oliveirense | 2 - 12 | 1 - 16  |
| Mönchengladbach | 8 - 4   | Basilea     | 4 - 3  | 4 - 1   |
| Noia            | 32 - 10 | Dennenberg  | 23 - 1 | 9 - 9   |

### Semifinali
| Squadra 1       | Totale | Squadra 2    | Andata | Ritorno |
| --------------- | ------ | ------------ | ------ | ------- |
| Noia            | 13 - 9 | Oliveirense  | 9 - 6  | 4 - 3   |
| Mönchengladbach | 6 - 11 | Amatori Lodi | 3 - 4  | 3 - 7   |

### Finale
| Squadra 1 | Totale | Squadra 2    | Andata | Ritorno |
| --------- | ------ | ------------ | ------ | ------- |
| Noia      | 19 - 9 | Amatori Lodi | 11 - 5 | 8 - 4   |

#### Andata
| Sant Sadurní d'Anoia 11 giugno 1988 | Noia | 11 – 5 | Amatori Lodi | Pavelló de l'Ateneu Agrícola |

#### Ritorno
| Lodi 25 giugno 1988 | Amatori Lodi | 8 – 4 | Noia | PalaRiboni |